# Хумппа
Хумппа (фин. humppa) — жанр финской танцевальной музыки, оригинальная разновидность быстрого фокстрота. Размер 2/4, характерно использование синкоп. Темп быстрый (примерно от 125 до 140 ударов в минуту).

## История
Хумппа развилась из фокстрота в 1930-е годы. Однако само слово хумппа появилось только в 1950-е, когда его употребил в одной из своих музыкальных передач радиоведущий (и кинематографист) Антеро Альпола. Этими двумя слогами Альпола изобразил звучание ансамбля, услышанного им на немецком Октоберфесте. Таким образом, название этого жанра происходит из звукоподражания.
Хумппу играли многие финские ансамбли и исполнители, такие как Эркки Юнккаринен, Humppatyttö Berit, Humppa-Veikot, Pispalan laulava pystytukka, Паули Рясянен, Finsterforst и Solistiyhtye Suomi.
В конце 1970-х и в 1980-е годы в Финляндии произошёл новый всплеск интереса к хумппе. Появилась целая новая волна исполнителей: Ханну Меркку, Koillis-Humppa, Тарья Юлитало, Souvarit и другие.
После этого популярность хумппы пошла на спад, она превратилась в музыку ностальгии, которую слушали в основном представители старшего поколения. Однако в середине 1990-х хумппа обрела второе рождение в качестве своего рода музыкального юмора. Большую популярность завоевала группа Eläkeläiset (с фин. — «пенсионеры»), исполняющая переложения популярных рок- и поп-песен в манере хумппы или енки. Творчество Eläkeläiset пробудило интерес к хумппе далеко за пределами Финляндии.
К примеру, группы Finntroll и Trollfest соединяют элементы хумппы и блэк-метала. Иногда по отношению к их музыке употребляют термин humppa metal.

## Танец
Существует несколько разновидностей танца хумппа. Для всех них характерны подскоки в такт музыке; движения не имеют практически ничего общего с фокстротом. В переносном смысле словом humppa в современном финском языке называют любые любительские танцы, устраиваемые для отдыха и общения.
Одна из основных разновидностей хумппы близка к уанстепу, который пришёл в Финляндию в 1913. Этот вариант может танцеваться как в открытой, так и в закрытой позиции; оба партнёра делают по одному шагу на каждую сильную долю ритма.
Более сложный вариант близок к тустепу, появившемуся в Финляндии около 1910. Эта разновидность хумппы заимствовала некоторые элементы из самбы и вальса.
Ещё одна разновидность, называемая nilkku, построена на чередовании быстрого и медленного ритма. Быстрые движения ног напоминают походку хромого человека.